# Ágfalva
Ágfalva (niem. Agendorf) – wieś i gmina w północno-zachodniej części Węgier, w pobliżu miasta Sopron. Gmina Ágfalva liczy 2164 mieszkańców (styczeń 2011) i zajmuje obszar 13,07 km².

## Położenie
Miejscowość leży na obszarze Małej Niziny Węgierskiej, 7 km od granicy austriackiej. Administracyjnie należy do powiatu Sopron-Fertőd, wchodzącego w skład komitatu Győr-Moson-Sopron.